# Аеродром Њујорк — Ла Гвардија
Аеродром Ла Гвардија (ИАТА: ЛГА, ИЦАО: КЛГА, ФАА ЛИД: ЛГА) /ləˈɡwɑːrdiə/ је аеродром у Источном Елмхурсту, Квинсу, Њујорку. Заузима 680 acres (280 ha), трећи је највећи аеродром Њујорка и двадесети највећи у Сједињеним Америчким Државама. Аеродром је добио садашње име 1953. по Фиорелу Ла Гвардији (Fiorello La Guardia) тадашњем градоначелнику Њујорка. ЛГА је база Американ ерлајнса и Делта ерлајнса. Правило периметра забрањује директне летове до или са тачака даље од 2.400 километара, али изузеци од правила периметра су летови суботом и летови за Денвер. Међународни летови без граничне контроле морају да користе оближње аеродроме ЏФК или Њуварк, јер на аеродрому не постоји гранична контрола.
Ла Гвардија је жестоко критикован аеродром због својих застарелих објеката, недостатка чистоће, скученог дизајна зграда, лошег корисничког сервиса у бројним анкетама купаца рангиран је као најгори у Сједињеним Државама. Међу пилотима се назива „USS LaGuardia“, зато што су писте кратке и окружене водом, што даје осећај слетања на носач авиона. Због тога је 2016. започео план реконструкције који у потпуности замењује постојећи аеродром, а планирано је да буде завршен до 2022. године.